# Caballos salvajes
Caballos salvajes és una pel·lícula argentina estrenada el 10 d'agost de 1995. Dirigida per Marcelo Piñeyro. Protagonitzada per Leonardo Sbaraglia, Cecilia Dopazo i el primer actor Héctor Alterio. Coprotagonitzada per Fernán Mirás i Daniel Kuzniecka. També, va comptar amb les actuacions especials de Mónica Scaparone i els primers actors Federico Luppi, Cipe Lincovsky i Antonio Grimau.

## Sinopsi
José (Héctor Alterio), un vell anarquista, entra en una financera i amenaça amb suïcidar-se si no li retornen els diners que li van furtar. El jove empresari Pedro Mendoza (Leonardo Sbaraglia), desbordat davant aquesta situació, obre tots els calaixos de l'oficina i li dona tots els diners que troba, que resulta ser una fortuna robada per l'empresa als seus contribuents. Pedro opta per defensar al vell fent que aquest li apunti al seu cap i ho porta a la cotxera, on tots dos escapen en l'acte esportiu del jove. Viuen durant quatre dies alternatives violentes i solidàries en la seva fugida desesperada per la Patagònia argentina, enllaçant una forta amistat. En el camí coneixen a Ana (Cecilia Dopazo), que acaba acompanyant-los en el seu viatge. Perseguits sigui per la policia sigui pels killers de l'empresa, el cas té repercussions inusitades als mitjans, que al principi els secunden i després els traeixen. El desenllaç mostra perquè per a José era tan important recuperar aquests diners com per a arriscar-ne la vida.

## Repartiment
- Héctor Alterio com José.
- Leonardo Sbaraglia com Pedro.
- Cecilia Dopazo com Ana.
- Fernán Mirás com Martín Juárez.
- Daniel Kuzniecka com Rodolfo.
- Antonio Grimau com Enrique García Del Campo.
- Cipe Lincovsky com Natalia.
- Federico Luppi com Eusebio.
- Eduardo Carmona
- Adrián Yospe com Matón 1.
- Mónica Scaparone com Mónica.
- Regina Lamm com Margarita Lamadrid.
- Héctor Malamud com Mozo.
- Alex Benn com Esteban.
- Jorge García Marino com Padre de Pedro.
- Miguel Ruiz Díaz com Matón 2.
- Fernando Álvarez com Camionero 1.
- Tito Haas com Camionero 2.
- Ernesto Claudio com Editor.
- Emilio Bardi com Carrasco.
- Jorge Petraglia com Rogelio.
- Pablo Patlis com Asistente de García Del Campo.
- Eduardo Peaguda com Saverio.
- Óscar Rodríguez com Camionero.
- Alejandro Fiore com Camionero.
- Alejandro Fain com Camionero.
- Jorge Prado com Camionero.
- Miguel Ángel Porro com Dueño de estación de servicio.
- Hernán Alix com Agente de policía 1.
- Juan Carlos Silvetti com Agente de policía 2.
- Julia Calvo com Enfermera.
- Analía Vigliocco com Enfermera.
- Celina Tell
- Laura Carina Pantaleone com "Reportera"
- Héctor Bordoni
- Marina Peralta Ramos
- Federico D'Elía
- Luz Moyano
- Guadalupe Martínez
- Guillermo Hernández
- Silvia Dotta
- Marcelo Carmelo
- José Zelik
- Augusto Rommer
- Roberto Dimare

## Reconeixements i premis
- Fou seleccionada com a entrada de l'Argentina per a l'Oscar a la millor pel·lícula de parla no anglesa als Premis Oscar de 1995, però no va ser acceptada com a candidata.[3][4]
- Premi del Públic a la III Mostra de Cinema Llatinoamericà de Lleida.[5]
- Premi al millor actor per Leonardo Sbaraglia al Festival de Cinema Iberoamericà de Huelva de 1995.[6]
- Premi al millor so (Aníbal Libenson) al Festival Internacional del Nou Cinema Llatinoamericà de l'Havana de 1995.[7]
- Menció especial al Festival de Sundance[8]
- Als Premis Cóndor de Plata 1995 va estar nominat a sis premis però només va guanyar el premi al millor muntatge.[9]